# (3471) Amelin
(3471) Amelin es un asteroide perteneciente al cinturón de asteroides, descubierto el 21 de agosto de 1977 por Nikolái Stepánovich Chernyj desde el Observatorio Astrofísico de Crimea (República de Crimea).

## Designación y nombre
Designado provisionalmente como 1977 QK2. Fue nombrado Amelin en honor al experto en geodesia soviético ruso Valentin Mikhajlovich Amelin.